# Dinòpids
Els dinòpids (Deinopidae) són una família d'aranyes araneomorfes. Fou descrita per primera vegada per Carl Ludwig Koch l'any 1850.
La família sencera és cribel·lada.

## Característiques
Són unes aranyes peculiars, allargades que construeixen unes teranyines que suspenen entre les seves potes davanteres. Quan la presa s'acosta, l'aranya sacseja la teranyina dues o tres vegades i la propulsa per atrapar la presa amb la seva xarxa. La seva visió nocturna és molt bona especialment amb els ulls mitjans posteriors, i fa possible que llencin amb precisió la seva xarxa sobre les seves preses. Aquests dos ulls mitjans són tan grans en comparació als altres sis ulls, que sembla que l'aranya només en tingui dos d'ulls.
Es distribueixen gairebé per tota la zona tropical del planeta; a Austràlia, Àfrica i Amèrica. El gènere Deinopis és el més nombrós i conegut. En anglès les anomenen ogre-faced spiders (aranyes amb cara d'ogre) per la seva semblança amb la criatura mitològica.

## Sistemàtica
És una família petita. Segons el World Spider Catalog amb data de 11 de febrer de 2019, aquesta família té reconeguts 2 gèneres i 65 espècies de les quals 51 espècies pertanyen al gènere Deinopis. El canvis dels darrers anys són rellevants, ja que el 27 de novembre de 2006 i hi havia reconeguts 4 gèneres i 57 espècies.
- Deinopis Macleay, 1839 (per tota la zona tropical)
- Menneus Simon, 1876 (Àfrica, Austràlia)

Dos gèneres que anteriorment s'incloïen en aquesta família, Avella (O. P-Cambridge, 1877) i Avellopsis (Purcell, 1904) s'ha integrat dins el gènere Menneus.

### Superfamília Uloboroidea
Els dinòpids havien format part de la superfamília dels uloboroïdeus (Uloboroidea), al costat dels ulobòrids. Les aranyes, tradicionalment, havien estat classificades en famílies que van ser agrupades en superfamílies. Quan es van aplicar anàlisis més rigorosos, com la cladística, es va fer evident que la major part de les principals agrupacions utilitzades durant el segle XX no eren compatibles amb les noves dades. Actualment, els llistats d'aranyes, com ara el World Spider Catalog, ja ignoren la classificació de superfamílies.